# Florentino
Florentino (in latino: Florentinus; fl. 380-397) è stato un funzionario romano di età imperiale, corrispondente di Quinto Aurelio Simmaco.

## Biografia
Nacque probabilmente a Treviri; aveva due fratelli, Minervio e Protadio, assieme ai quali ricevette diverse lettere di Simmaco; aveva anche un figlio, chiamato Minervio. È probabile che suo padre fosse il Minervio che partecipò all'ambasciata del Senato romano presso l'imperatore Valentiniano II insieme a Vettio Agorio Pretestato e a Volusio Venusto.
Nel 379/380 ricoprì probabilmente la carica di notarius. nel 385-386 fu comes sacrarum largitionum per l'Imperatore romano d'Occidente Valentiniano II (è attestato in carica dal 25 novembre 385 a dopo il 25 ottobre 386). Circa dieci anni dopo, attorno al 395, era quaestor sacri palatii.
Tra il 395 e il 397 fu praefectus urbi di Roma; in questo periodo ricevette una lettera da Simmaco riguardo ad alcuni timori di carestia.
Dopo essersi ritirato a vita privata, si recò probabilmente in Gallia.
Il poeta Claudio Claudiano gli dedicò il secondo libro del suo poema De raptu Proserpinae.